# Bohlenplatz

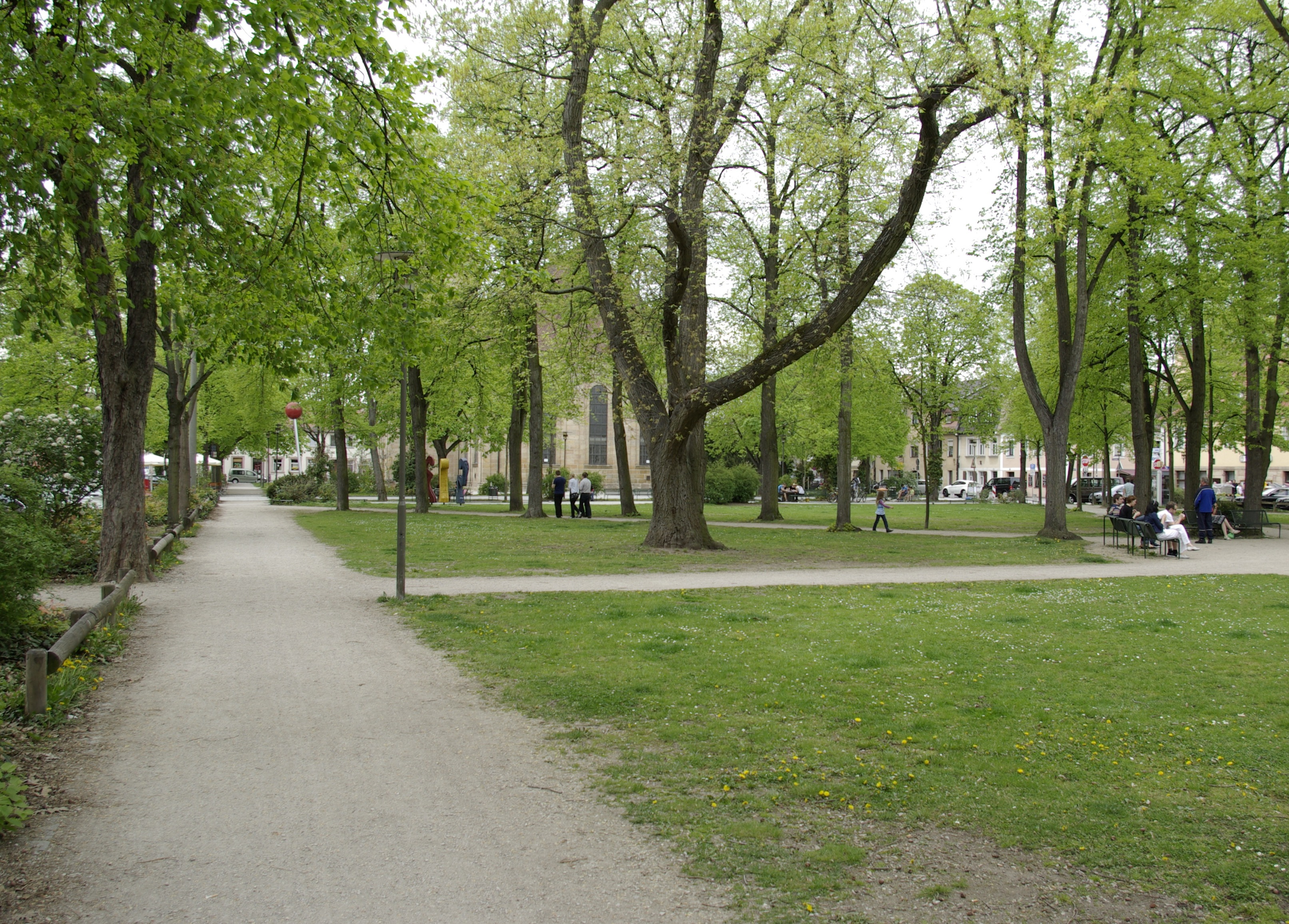
Grünanlage am Erlanger Bohlenplatz (2012)

Der Bohlenplatz ist ein Platz in der Innenstadt von Erlangen. Bekannt ist er aufgrund seiner Begrünung als Erholungsort im Stadtzentrum, als Veranstaltungsort des bekanntesten und traditionsreichsten Erlanger Flohmarktes und wegen der ehemaligen deutsch-reformierten Kirche, die heute unter dem Namen Kreuz + Quer – Haus der Kirche Erlangen als Veranstaltungsstätte vom evangelisch-lutherischen Dekanat Erlangen genutzt wird.

## Geschichte
Ursprünglich wurde der heutige Bohlenplatz ganz einfach als Platz bey der Teutschen Reformierten Kirche bezeichnet. Im 19. Jahrhundert bildete sich für diesen Platz und den östlich anschließenden, frei gebliebenen Baublock die Bezeichnung Polenplatz. Im Jahr 1872 erfolgte die Umbenennung in Bohlenplatz. Damit erfuhr der Hinweis auf das soziale Milieu der Anwohner und ihre „polnische“ Unordnung eine Umdeutung auf einen von Zimmerleuten genutzten Bauhof. Von 1933 bis 1945 war der Platz nach dem antisemitischen Publizisten und Verleger Dietrich Eckart benannt.
Die ursprünglich ärmlich, nur eingeschossigen Häuser der Strumpfwirker und Handwerker wurden im Laufe der Zeit aufgestockt oder neu erbaut. Auch wurde der Platz zunächst für Schuttablagerungen oder als Sandgrube missbraucht. Ab 1780 jedoch versuchte man dem durch wiederholte Baumanpflanzungen entgegenzuwirken, zum Beispiel als man 1826 Maulbeerbäume für die Seidenraupenzucht setzte. Erst im Jahr 1887 erfolgte erstmals eine einheitliche Gesamtgestaltung, die etwa dem heutigen Platzcharakter entsprach. Die letzte größere Umgestaltung erfuhr der Bohlenplatz im Jahr 1982.
Im Laufe der Geschichte gab es außerdem einige nie verwirklichte Projekte am Bohlenplatz: So war 1836 geplant, hier den Bahnhof zu errichten. 1910 wurde vorgeschlagen, am Bohlenplatz ein Freibad anzulegen. Außerdem war mehrmals geplant, die östliche Platzhälfte zumindest teilweise zu überbauen, was erst mit der Errichtung des neuen Universitätsbauamtes im Jahr 1970 geschah. Zur Zeit des Nationalsozialismus schließlich war ein riesiges Kriegerdenkmal geplant, das aber nie zur Umsetzung gelangte. Ein in den Jahren 1864 bis 1869 angelegter, 222 Meter tiefer artesischer Brunnen an der Südostecke des Bohlenplatzes lieferte nicht die erhofften Wassermengen und wurde daher 1945 gesperrt. Im Jahr 1919 legte die Stadt am Bohlenplatz einen der beiden ersten Kinderspielplätze in Erlangen an; noch heute ist am Bohlenplatz ein Kinderspielplatz zu finden.

## Beschreibung
Der Bohlenplatz ist ein rund 200 Meter langer und 80 Meter breiter, in West-Ost-Richtung angeordneter Platz in der historischen Altstadt Erlangens. Obwohl erst später entstanden, fügt er sich hervorragend in das Muster der Erlanger Neustadt als barocker Planstadt ein. Der ausgedehnte Platz wird im Süden von dem Straßenzug Friedrichstraße–Luitpoldstraße, im Norden von dem Straßenzug Obere Karlstraße–Marquardsenstraße und im Osten von dem Straßenzug Östliche Stadtmauerstraße–Waldstraße tangiert. Nach Süden geht ferner die Raumerstraße ab. Ein Geh- und Radweg in der Flucht Krankenhausstraße–Holzgartenstraße trennt den Bohlenplatz in zwei ungleiche Teile. Das westliche Drittel wird dabei von der ehemaligen deutsch-reformierten Kirche eingenommen. Am westlichen Ende, neben dem Eingang zum „Kreuz + Quer“ steht ein Ginkgo als Friedensbaum, 2010 gepflanzt durch die interreligiöse Gemeinschaft „Friedensweg der Religionen“. Der östliche Teil ist begrünt und parkähnlich gestaltet. Außerdem befindet sich hier ein Kinderspielplatz. Das östliche Ende des Platzes markiert der Neubau des Universitätsbauamtes aus dem Jahr 1970.

## Anliegende Gebäude

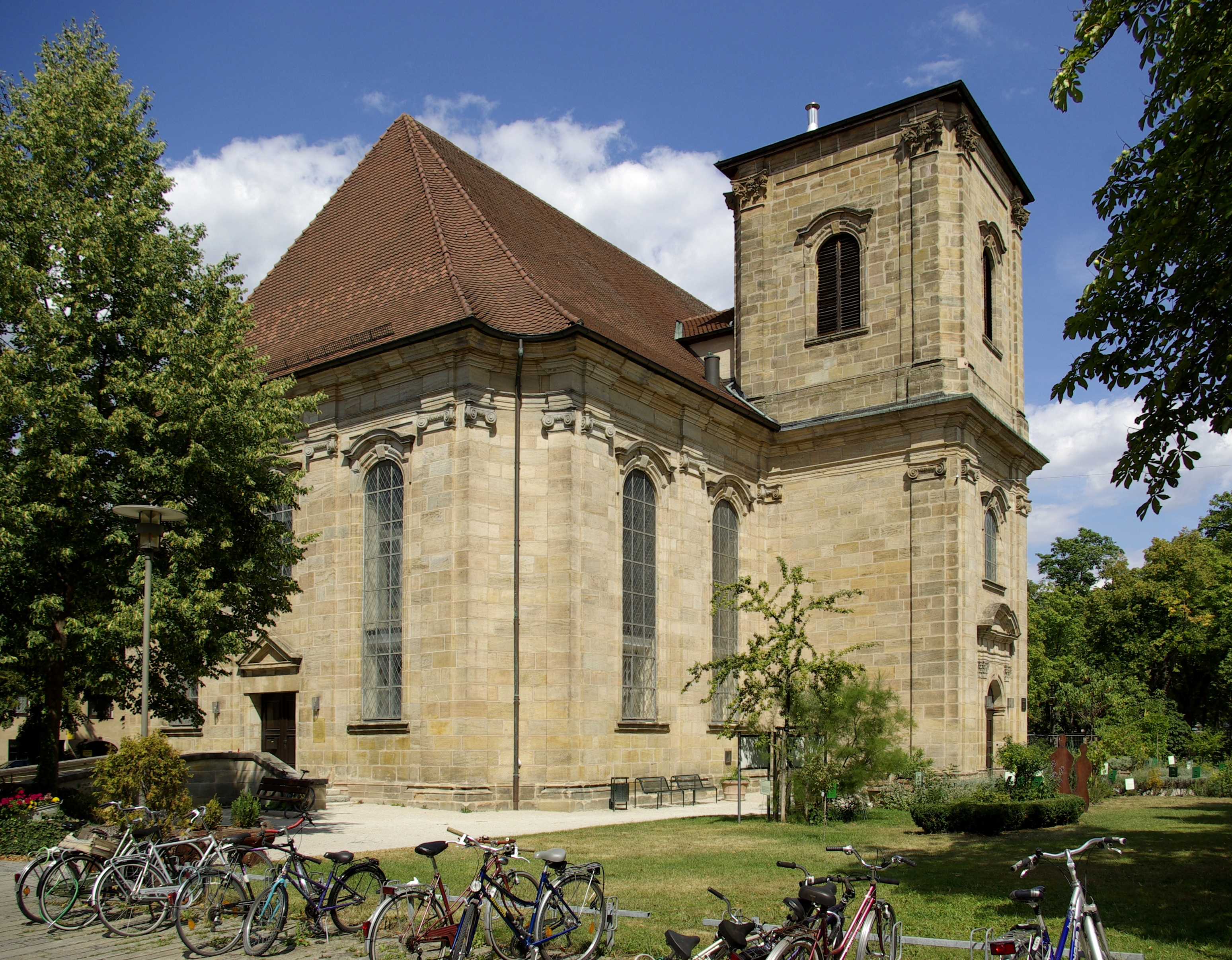
Ehemalige deutsch-reformierte Kirche (2012), links der Friedensbaum

### Ehemalige deutsch-reformierte Kirche
Die ehemalige Kirche wird heute als Tagungszentrum genutzt und steht unter der Verwaltung des Dekanats der Evangelischen Kirche Erlangen.